# Los Realejos
Los Realejos je jednou z 31 obcí na španělském ostrově Tenerife. Nachází se v centrální části ostrova, na severním pobřeží. Sousedí s municipalitami Puerto de la Cruz, La Orotava a San Juan de la Rambla. Její rozloha je 57,09 km², v roce 2019 měla obec 36 402 obyvatel. Je součástí comarcy Valle de Orotava.